# Marie Loob
Marie Henryette Loob, född 8 januari 1963, är en svensk företagsledare som är finansdirektör och vice VD för AB Svenska Spel. Hon var också tillförordnad VD för företaget mellan juni och december 2018 innan Patrik Hofbauer tillträdde som VD och koncernchef.
Innan hon började arbeta för Svenska Spel 1997 arbetade hon som controller/administrativ chef för Visby lasarett och ekonom och lärare vid Humanus Utbildning.
Loob avlade en civilekonomutbildning vid Örebro universitet.